# Éléments prédits par Mendeleïev
Dmitri Mendeleïev publie le premier tableau périodique des éléments en 1869, basé sur des propriétés qui apparaissent avec régularité en fonction de la masse des éléments. Les éléments prédits par Mendeleïev sont un ensemble d'éléments chimiques dont l'existence a été prédite par Dmitri Mendeleïev alors qu'ils n'étaient pas découverts.

## Préfixes
Pour donner des noms provisoires aux éléments qu'il a prédit, Mendeleïev utilise les préfixes éka-, dvi- et tri-, issus des chiffres 1, 2 et 3 en sanskrit, en fonction de la place de l'élément dans son tableau périodique (une, deux ou trois places en dessous d'un élément connu du même groupe). Le germanium est ainsi appelé éka-silicium par Mendeleïev, le rhénium dvi-manganèse et anciennement tri-manganèse. Le choix de cette terminologie a pu être influencé par le sanskritiste Otto von Böhtlingk, collègue et ami de Mendeleïev.
Le préfixe éka- est ensuite utilisé par d'autres théoriciens. Avant leurs découvertes, le francium est ainsi appelé éka-césium et l'astate éka-iode. Éka- est parfois encore utilisé pour désigner des éléments transuraniens comme éka-radon désignant l'oganesson et éka-actinium (ou dvi-lanthane) pour l'unbiunium. Cependant, l'IUPAC utilise la dénomination systématique pour donner un nom provisoire aux éléments basé sur le numéro atomique.

## Prédictions originelles
En 1871, Mendeleïev réalise plusieurs prédictions concernant des éléments non encore découverts.
Parmi celles-ci, trois éléments prédits avec quelques-unes de leurs propriétés, l'éka-bore (Eb), l'éka-aluminium (Ea) et l'éka-silicium (Es), sont de bonnes prédictions pour les éléments scandium, gallium, et germanium, :
| Propriétés,                | Éka-bore | Scandium |
| -------------------------- | -------- | -------- |
| Masse atomique             | 44       | 43,79    |
| Oxyde                      | Eb2O3    | Sc2O3    |
| Densité de l'oxyde (g/cm3) | 3,5      | 3,864    |

| Propriétés,     | Éka-aluminium | Gallium |
| --------------- | ------------- | ------- |
| Masse atomique  | 68            | 69,9    |
| Densité (g/cm3) | 6,0           | 5,96    |

| Propriétés,                    | Éka-silicium | Germanium |
| ------------------------------ | ------------ | --------- |
| Masse atomique                 | 72           | 72,3      |
| Densité (g/cm3)                | 5,5          | 5,469     |
| Oxyde                          | EsO2         | GeO2      |
| Densité de l'oxyde (g/cm3)     | 4,7          | 4,703     |
| Chlorure                       | EsCl4        | GeCl4     |
| Point d'ébullition du chlorure | <100 °C      | 86 °C     |
| Densité du chlorure            | 1,9          | 1,887     |

Mendeleïev prédit également en 1871 l’emplacement et la masse atomique de l'éka-césium (Ec), du dvi-césium (Dc), de l'éka-tantale (Et), de l'éka-manganèse (Em) et du tri-manganèse (Tm). Ces prédictions s’avéreront correctes : le dvi-césium pour le francium, l'éka-tantale pour le protactinium, l'éka-manganèse pour le technétium et le tri-manganèse pour le rhénium. Dans le cas du protactinium, Mendeleïev prédit sa position entre le thorium et l'uranium et qu'il forme l'oxyde de protactinium(V) (Pa2O5, ce qui a été ensuite vérifié, le protactinium formant également PaO2). En 1900, William Crookes isole le protactinium (91Pa) de l'uranium mais ne parvient pas à l'identifier. Différents isotopes du protactinium sont ensuite isolés entre 1913 et 1918 bien que le nom protactinium ne soit utilisé qu'à partir de 1949. Depuis les années 1950, le thorium, l'uranium et le protactinium sont classés parmi les actinides, si bien que le protactinium n'occupe plus la place de l'éka-tantale dans ce qui est maintenant appelé le groupe 5. Aujourd'hui, l'éka-tantale est appelé dubnium.
Mendeleïev a également prédit l'existence de l'éka-niobium, de l'éka-molybdène, de l'éka-cadmium, l'éka-iode et du dvi-
tellure. Cependant, la présence des lanthanides perturbe Mendeleïev sur la prédiction des masses atomiques de telle manière que seul le dvi-tellure correspond par sa masse atomique et ses propriétés à un élément découvert par la suite (le polonium). Au-delà des masses atomiques, des analogues plus lourds du niobium, du molybdène, du cadmium et de l'iode ont bien été découverts. Il s'agit respectivement du tantale, du tungstène, mercure et de l'astate.

## Autres prédictions
En 1902, ayant accepté l'existence des éléments hélium et argon, Mendeleïev place ces gaz nobles dans le groupe 0. Mendeleïev a des doutes sur la théorie atomique pour expliquer la loi des proportions définies, il n'a donc pas de raison, a priori, de croire que l'hydrogène est l'élément le plus léger et suggère l'existence de deux éléments plus légers appartenant au groupe 0.
Le plus lourd de ces éléments hypothétiques est le coronium (ou élément y) nommé par association avec une raie spectrale non expliquée dans la couronne solaire dont il serait l'origine. Walter Grotrian et Bengt Edlén expliqueront par la suite l'origine de cette raie par la présence de Fe XIV au sein de la couronne.
Le plus léger de ces éléments, l'élément x, aurait une masse atomique théorique comprise entre 5,3 × 10−11 et 9,6 × 10−7 et constituerait l'éther,. Pour Mendeleïev, l'élément x engendrerait également le phénomène de radioactivité par accumulation autour des éléments lourds. Il suggérera d'appeler cet élément newtonium, d'après Isaac Newton.
Mendeleïev prédit également l'existence de six éléments entre l'hydrogène et le lithium, prédiction qui s'est révélée erronée.